# 歌えなかったラヴ・ソング
「歌えなかったラヴ・ソング」（うたえなかったラヴ・ソング）は、織田裕二の3枚目のシングル。

## 概要
- 移籍第1弾シングルで初のオリコントップ10入り（週間最高位2位）。57.5万枚の売上を記録、織田自身2019年時点で最大のセールスとなる[1]。
- 1991年3月20日にリリースしたオリジナル・アルバム『ON THE ROAD』に収録された当曲は、「アコースティック・バージョン」にアレンジされる。
- 本曲で『ミュージックステーション』（テレビ朝日）に出演した時は、同時期放送の織田出演ドラマ『東京ラブストーリー』（フジテレビ）の収録スタジオにいた出演者達の応援を受け歌唱した。

## 収録曲
編曲：松本晃彦
1. 歌えなかったラヴ・ソング
作詞：真名杏樹　作曲：都志見隆
スズキ「セルボ・モード」イメージソング（織田出演）
2. 永遠の灯
作詞・作曲：安藤秀樹